# フィーバーアタックGP
フィーバーアタックGPは、1992年9月にSANKYOが発売した、確率変動機能を搭載しているドラム型パチンコ機のシリーズ名。
フィーバーアタックGPの1機種がある。

## 概要
ドラム型のデジパチ。小当たりの確変を搭載しており、BIG図柄が揃うと次回大当たりまでの確変に突入し、金7図柄揃いで大当たりした場合は2回の大当たりまで確変が継続する。本機の有効ラインは斜め2ラインと中央1ラインの3ラインで、いずれかに図柄が揃えば大当たりとなる。大当たり図柄は全部で6種類あり、同じ図柄が3つ揃えば大当たりとなるが、赤7•緑7•赤7で揃った場合と、緑7•赤7•緑7で揃った場合も大当たりとなるので、同じ図柄3つ揃いと合わせて8通りの大当たりパターンがある。確変に突入したら規定回数分の大当たりを獲得するまで継続し、それぞれ最後の大当たりで再度確変図柄が揃った場合は、そこから更に規定回数分の大当たりを獲得するまで確変が継続するので、出玉を減らすことなくまとまった出玉を獲得することも可能な機種であった。3連チャンが確定している金7図柄で大当たりした際の2回目の大当たりが確変図柄揃いの場合は、規定回数が上乗せになることはなく引き損になってしまう。
BIG、及びチャンス7で大当たりし、その動作が終了すると、確率変動カウンターにそれぞれ1、2を書き込む。以下、大当たりが終了する度にカウンターはマイナス1され、カウンターの数値が0になるまで確率変動が継続するようになっている。なお、カウンターの値が0以外の場合は新たにカウンターへの書き込みを行わない。つまり、チャンス7のが連続で出現した場合2回目のそれは無視され、確率変動カウンターをそのままマイナス1するようになっている。—『パチンコ必勝ガイド 1993 1•3-1•17合併号』p6
当時の解析では、大当たり終了後に確率変動カウンターの値がマイナスされると考えられていたので、確変終了後にカウンター値が0になった状態の保留玉で大当たりした場合は連チャンの可能性があるとされていたが、実際のところは「BIG図柄→確変図柄のいずれか」の順に大当たりを獲得した場合や「金7→単発図柄→確変図柄のいずれか」となった場合でも確変状態はそのまま継続する仕様である。
ドラム型のデジパチは、電源を入れた後に一回だけ回って準備運動を行うが、本機の場合はこの準備運動後に停止する出目が決まっており、下段に緑7•BIG•緑7が必ず停止する。従来の機種では出目がバラバラであったが、本機のように決められた出目が停止するのはドラム型のデジパチでは初であった。
本機は確変中と大当たり終了後の保留玉の大当たり確率がアップする仕様の機種であった。大当たり判定用カウンターの範囲は0〜247で、大当たりと判定される乱数値は128である。通常時は248種類ある乱数値を1コマずつカウントする仕様だが、確変中と大当たり終了後の保留玉はこのカウンターの範囲内で8コマずつ飛び飛びにカウントして抽選が行われるので、通常時より大当たり確率がアップする。
同時期に発売された機種として、同社から1992年に発売されたフィーバー大相撲Ⅱやスーパープレミアムなどがある。

## スペック
- フィーバーアタックGP
  - 賞球数 7&15
  - 大当たり最高継続 16R
  - 大当たり確率 1/248

## 図柄
- 赤7
- 緑7
- 金7
- BIG
- BAR
- JP

## 演出
ドラムは左→右→中の順番で停止する。リーチ演出に今までのフィーバーシリーズにはなかった超スロー回転演出がある。
小当たり用デジタルのGOチャッカーは盤面左右に配置されており、玉がこのチャッカーを通過すると小当たりの抽選が行われる。小当たり確率は通常時であれば1/15で、確変時は10倍にアップし10/15となる。小当たり用デジタルの変動時間は通常時も確変時も変わらず10秒以上停止しない。確変中であってもデジタルの変動時間が長く、頻繁に電チューが開放されるわけではないので、止め打ちをする方が玉持ちが良くなる。小当たり用デジタルの出目表示は3•7•Fの3種類しかない。この3種類のうち7が表示されれば小当たり当選となり、電チューが開放される。
大当たり図柄の判定には、0〜23の範囲を持つ大当たり図柄決定用カウンターが使われている。カウンターの数値にはそれぞれに対応した図柄があり、大当たり判定結果が当たりと判定されると、その際のカウンター値が図柄に変換され、ドラムに表示される。事実上連チャン確定のBIG図柄や、3連チャン確定の金7図柄の出現率は他の図柄と変わらず均一に抽選される。この大当たり図柄決定用カウンターの更新は無限にループしており、1周期は約46/1000秒なので狙い打つことは不可能である。
大当たり後に表示されるラッキーナンバー用デジタルは、0〜99の範囲を持つラッキーナンバー決定用のカウンターが使用されている。出目は0〜9まであり、それぞれの出目が表示される割合は均一ではなく偏りがある。
ラッキーナンバーに指定されることが多いと予想される「3」「5」「7」の出現をグッと押さえ、逆に、アンラッキーナンバーに指定されることが多いと思われる「2」「4」「6」を水増ししている。—『パチンコ必勝ガイド 1993 1•3-1•17合併号』p7

## サウンドトラック
- 『ザ・パチンコ・ミュージックフロム三共 3』 キングレコード、1998年8月21日。KICA-1216。
  - BGMが収録されている。